# Francisco Mconde de Aboville
 Francisco Mconde de Aboville  (Brest, 1760 — 1817) foi um General de artilharia francês.

## Biografia
Tomou parte na guerra da independência americana às ordens de Rochambeau. Comandou em 1792 os exércitos do Norte e das Ardenas; em 1809 foi governador de Brest, depois aderiu ao restabelecimento dos Bourbons. Devem-se-lhe aperfeiçoamentos na sua arma, a artilharia. 